# Nya Zeelands riksvapen
Nya Zeelands riksvapen (Maori: Te Tohu Pakanga o Aotearoa) har Södra korset (symboliserande Nya Zeelands geografiska position) och symboler för handel (segelfartyg), jordbruk (får och en kärve) och industri (två korslagda hammare) krönt av S:t Edvards krona som symboliserar Nya Zeelands monarki. De båda sköldhållarna är en europeisk kvinna, hållande en flaggstång med landets flagga, och en maorikrigare, hållande ett spjut.